# Puky József
Bizáki Puky József (Gagybátor, 1854. január 30. – Kassa, 1914. augusztus 19.) császári és királyi kamarás, az államtudományok doktora, miniszteri tanácsos, tüzérőrnagy, Pest-Pilis-Solt-Kiskun vármegye törvényhatósági bizottsági tagja.

## Élete
Puky János birtokos és tasnádi Székely Mária fia. Gimnáziumi tanulmányainak befejezése után a jogi és államtudományi tanfolyamot végezte a budapesti és bécsi egyetemeken és 1877-ben a budapesti egyetemen államtudományi doktor lett. 1876-ban a közmunka és közlekedési minisztériumba lépett, ahol fokozatosan előhaladva, 1882-ben miniszteri titkárnak nevezték ki és az elnöki osztályban közvetlen Ordódy Pál, majd Kemény Gábor báró miniszterek mellett működött. 1891-ben miniszteri osztálytanácsossá lett, s Baross Gábor miniszter alatt az elnöki osztály vezetője volt. Később a vasúti szakosztályban működött. 1894-ben megkapta a kamarási méltóságot. 1896-tól a magyar királyi postatakarékpénztár aligazgatója volt. Később miniszteri tanácsosi ranggal nyugalomba vonult. Felesége Hoffer Teréz volt, akivel Kiskunfélegyházán, 1886. október 11-én kötött házasságot.
Főként félegyházi gyűjtéseit a kassai Felsőmagyarországi Rákóczi-Múzeumnak adományozta.
Költeményei a Kegyelet-Hangok (Arad, 1870.) c. füzetben és a Képes Világban (1872).

## Művei
- Molière vígjátékai. Kiadta a Kisfaludy Társaság. Budapest, 1877. (VII. Scapin csinjei, vígj. 3 felv. A szicziliai, vígj. 1 felv. Ford.).